# Jean-Henri Maubert de Gouvest
Jean-Henri Maubert de Gouvest (* 20. November 1721 in Rouen; † 21. November 1767 in Altona) war ein französischer entlaufener Mönch, Abenteurer, Artillerieoffizier, Sekretär, Schriftsteller und Publizist. Während seines Lebens wurde Maubert (durch den Anhang „de Gouvest“ eigenmächtig geadelt) dreizehn Mal inhaftiert, wegen Plagiat oder Schulden beim Herausgeben.
Als unsteter Abenteurer und Grenzgänger der Aufklärung gehört Maubert de Gouvest zu den vergessenen Autoren und Publizisten der Literaturgeschichte und erregt heute eher durch seine wechselvolle Biographie Interesse. Die Autorschaft oder Herausgeberschaft mancher Werke ist unsicher oder konnte erst in den vergangenen Jahren geklärt werden.

## Leben

### Jugend
Jean-Henri Maubert wurde als Sohn eines Lebensmittelhändlers geboren. Als 17-Jähriger entfloh er dem väterlichen Haus in einer religiösen Krise – sofern die 1765 erschienene Schrift Le temps perdu ou les écoles publiques autobiographisch korrekt ist – und entschloss sich 1740 zum Eintritt in den Kapuzinerorden, den er aufgewühlt und desillusioniert 1744 verließ. Maubert hielt sich in Holland auf.

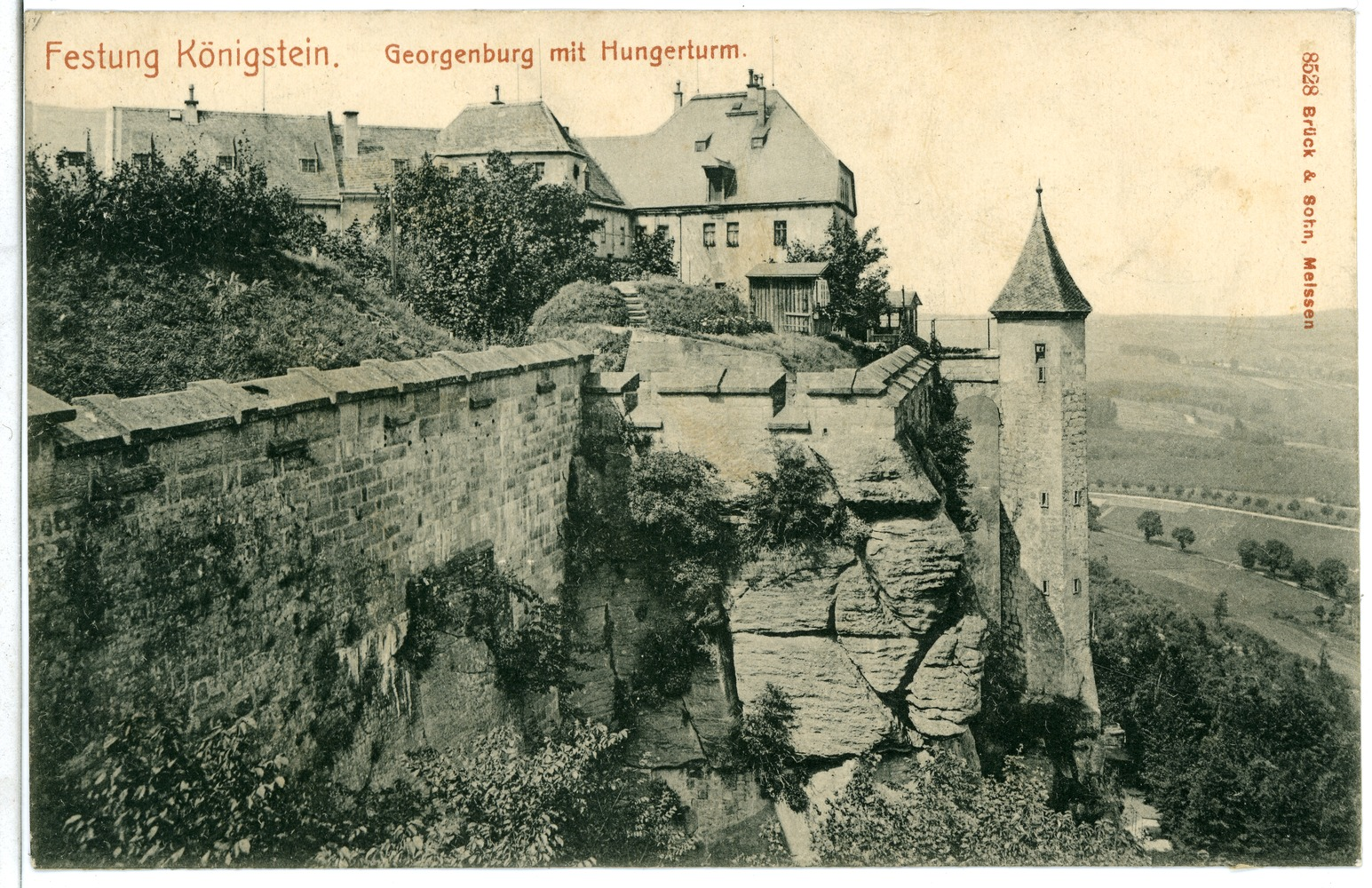

Um die Mitte des 18. Jahrhunderts waren viele religiöse Orden im Niedergang begriffen, eine moralische Auflösung hatte eingesetzt. Auch der Kapuzinerorden von Rouen blieb davon nicht verschont. Eine biographische Entwicklung folgte, die zeittypisch und nicht von ungefähr an Henri-Joseph Dulaurens, mit dem er die Erfahrung einer langjährigen Inhaftierung in Deutschland teilte, erinnert.

### Schwierige und produktive Jahre
In Sachsen angekommen (1745) diente Maubert als Artillerieoffizier und danach als Erzieher in der Familie Rutowski. In Dresden versuchte er, unter der Vorspiegelung einer adligen Herkunft mit der Erweiterung des Namens um die Bezeichnung „de Gouvest“, eine Karriere als Publizist einzuschlagen. Jean-Henri Maubert de Gouvest war 1748 bis März 1752 auf der Festung Königstein auf Befehl Augusts III. inhaftiert. Die Gründe dafür sind unbekannt. Maubert kam auf Ersuchen Benedikts XIV. mit der Auflage frei, nach einer Beichte in Rom in den Orden zurückzukehren. Auf seine Rückreise nach Frankreich gelang es ihm, sich in Lausanne abzusetzen, wo er die in Haft begonnene schriftstellerische Tätigkeit fortsetzte. Maubert de Gouvest ließ sich im Waadtland im Dorf Allaman nieder und trat in Bern zum Calvinismus über. Der 1752 erschienene Briefroman „Lettres Iroquoises“ ist wie sein Vorbild, die „Lettres Persanes“ Montesquieus, eine Zivilisationskritik (ein eigenwilliges Zeugnis freien Denkens und frühen Aussteigertums) und erlebt trotz des naiven Pathos mehrere Auflagen. 1753 war er Anwalt und wurde naturalisiert.
Durch das apokryphe „Testament Politique du Cardinal Jules Alberoni“, das er von Joseph-Marie Durey de Morsan abgekauft hatte, wurde Voltaire auf Maubert de Gouvest aufmerksam. Er wurde neben La Beaumelle als Herausgeber der unautorisierten ersten Frankfurter Ausgabe von Voltaires „La Pucelle d’Orléans“ von 1755 genannt. Im August des Jahres brach Maubert de Gouvest nach England auf; erst nach einem Aufenthalt am Hof Karl Friedrichs kam er im Dezember in London an. Maubert machte Bekanntschaft mit William Fraigneau, Professor für Altgriechisch in Cambridge, dem Finanzminister Henry Furnese, Sampson Gideon und vielen Politikern, wie Lord Bolingbroke. Er sammelte Details über Friedrich II. für ein neues Buch. Dezember 1757 reiste er mit Frau und Kind nach Holland.

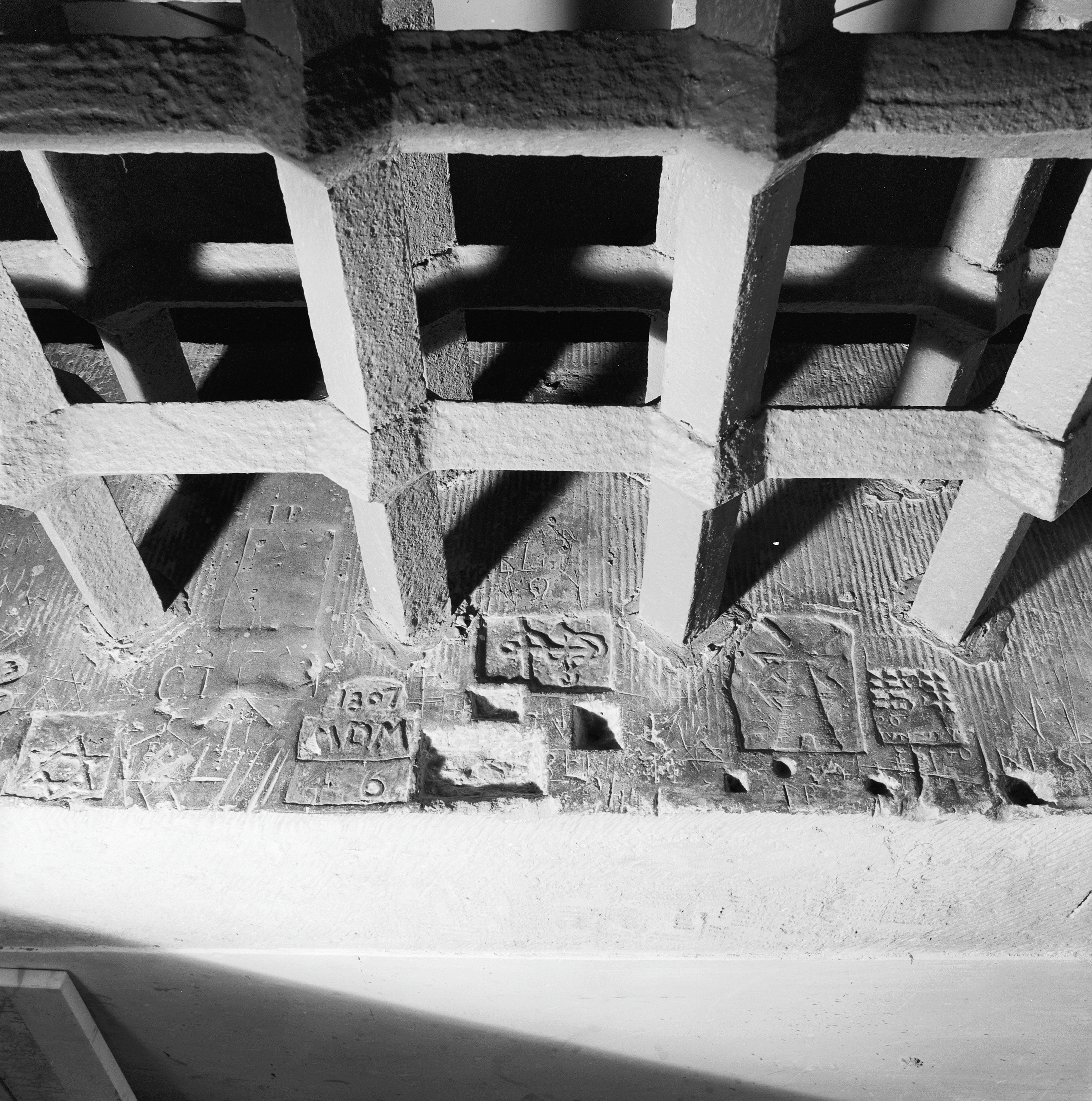
Zelle im Paleis op de Dam, wo Maubert 17 Monate inhaftiert war

Mit Hilfe von Heinrich von Brühl wurde er als Sekretär des Kurfürsten von Sachsen August III. angestellt. 1758 wurde seine Brochure, eine fiktive Briefsammlung „Der gerechtfertigte Ephraim. Oder, Historische und beurtheilende Nachrichten über den vergangenen, gegenwärtigen und künftigen Zustand des Sächsischen Finanz-Wesens: Nebst einer Vergleichung der Preußischen und Sächsischen Oeconomie … durch den Juden Ephraim zu Berlin an seinen Vetter Manasses in Amsterdam“ publiziert, worin Veitel Heine Ephraim über die schwierige finanzielle Lage Sachsens, Preußens, Frankreichs und Englands während des Siebenjährigen Krieges sprach und scharfe Kritik an Friedrich II. übte, der Sachsen, Kleve und Schlesien plünderte, um seine Kasse zu füllen. Friedrich forderte seine Ausweisung. Maubert wurde inhaftiert und gezwungen, Holland zu verlassen. Er begegnete Johann Karl Philipp Graf Cobenzl und wurde Herausgeber des Mercure des Pays-bas und vorübergehend kommissarischer Leiter der königlichen Druckerei.
Bis August 1761 lebte er in Brüssel und dann zog er nach Frankfurt und Mannheim. 1762/63 hielt er sich in Paris, München, und Stuttgart auf. In Worms wurde er verhaftet. Dezember 1764 war er in Amsterdam und wurde innerhalb von zwei Wochen inhaftiert. Die Stadt führte einen Prozess gegen ihn wegen seiner Attacke in „La pure vérité“ auf Karl Friedrich, seine Frau, den Bibliothekar Joseph Uriot, die Religion, die Sitten und die Zivilisation. Maubert war 17 Monate im Gefängnis, während seine Schriften aus dem französischen übersetzt wurden. Inzwischen schrieb er die „Lettres du chevalier Robert Talbot“. Im Juli 1765 wurde er verurteilt. Im Mai 1766 war er noch im Haft. Nach seiner Freilassung wurde er von einem Unbekannten eingeladen, starb aber während seiner Reise.

## Einordnung
Jean-Henri Maubert de Gouvest gehörte, wie seine Kollegen Groubentall de Linière oder Henri-Joseph Dulaurens, zu einer Gruppe rangniederer Autoren, die um die Mitte des 18. Jahrhunderts den Kampf gegen Kirche, Intoleranz, Aberglauben, Machtmissbrauch und Willkür jeder Art mit rebellisch-drastischen Schriften führten. Wer von der bonne compagnie, der literarischen, den aufklärerischen Vernunftgedanken vorwärts treibenden Gesellschaft, ernst genommen und akzeptiert werden wollte, konnte allerdings nicht umhin, sich statt polternd-impertinenter Suaden eines anständigen, gemäßigt subtilen Ausdruckes zu bedienen. Schließlich ging es den Aufklärern nicht nur um Kritik und Anwurf, sondern ebenso um eine verfeinernde Bildung des Menschen. Der hochbegabte Maubert de Gouvest dagegen war zu unstet und immer in Schwierigkeiten, als dass er dieser Forderung entsprochen hätte.
Im 18. irokesischem Brief bringt Maubert de Gouvest seine Auffassung zur Aufklärung auf den Punkt: Jeder Mensch könne „vernünftig“ denken, ohne sich nach den Vorgaben von Aristoteles, Descartes oder Newton richten zu müssen. Wer erst kräftig schwitzen muss, bevor er zur Vernunft findet, ist kein Philosoph, sondern ein Dummkopf.

## Werke
- Briefroman: Lettres Iroquoises, chez les Vénérables (Bousquet), Irocopolis (Lausanne), 1752, 2 Bände, 8°, (II), 166 S., (II), 164 S.
- Apocryphe Schrift: Testament Politique du Cardinal Jules Alberoni, recueilli de divers mémoires, lettres & entretiens de son eminence par Monsignor A. M. traduit de l'italien par le C. de R.B.M, Marc-Michel Bousquet & Cie, Lausanne, 1753, 12°, XXX-460 S.
- Geschichtswerk: Histoire politique du siècle, siècle où se voit développée la conduite de toutes les Cours, d'un Traité à l'autre, depuis la Paix de Westphalie, jusqu'à la dernière Paix d'Aix La Chapelle. 1754
- Schrift: L´ami de la fortune, ou mémoires du marquis de S.A., Nourss (unbekannt), Londres (Den Haag), 1754, 8°, (2), 120 S.
- Schrift: École du gentilhomme, Verney, Lausanne, 1754, 8°, XVI, 259 S.
- Biographie: L'illustre paisan ou Mémoires et aventures de Daniel Moginié, natif du village de Chézales, au canton de Berne, Bailliage de Moudon,;mort à Agra, le 22 de mai 1749,âgé de 39 ans;Omrah de la Ire classe, Commandant de la Seconde Garde Mogole, Grand Portier du Palais de l'Empereur,& Gouverneur du Paingëab. Ou se trouvent plusieurs particularités, anecdotes des dernières révolutions de la Perse & de l'Indostan, & du règne de Thamas-Kouli-kan. Ecrit et adressé par lui même à son frère François, son légataire, Verney, Lausanne, 1754, 2 Bände, 8°, (1f), 256, (1)  S. - Der erlauchte Bauer oder Lebensgeschichte und Begebenheiten Daniel Moginies [...]: enthaltend verschiedene geheime Nachrichten von den letzten Veränderungen in Persien und Indostan [...] von ihm selbst an seinen Bruder [...]. Franz geschrieben. Aus dem Französischen, Berlin, 1755
- Schrift: Reflexions d"un Suisse sur les motifs de la guerre presente, ohne Drucker und Ort,1757
- Fiktive Briefsammlung: Ephraïm justifié. Mémoire Historique et Raisonné sur l'Etat passé, présent, et futur, des Finances de Saxe. Avec le parallèle de l'Oeconomie Prussienne & de l'Oeconomie Saxonne. Ouvrage utile aux Créanciers & Correspondans, aux Amis & aux Ennemis de la Prusse & de la Saxe. Adressé par le Juif Ephraïm de Berlin à son Cousin Manassès d'Amsterdam, ohne Drucker, Erlangen (?),1758, 12°, VIII, 107 S. (Vorschau in der Google-Buchsuche)
- Schrift: L'Esprit de la presente guerre. Discours de M. de G. dans la Chambre des C. Pour & contre les deux Opinions dominantes dans le Parlement de la Grande-Bretagne, en Faveur du Commerce et de la Paix, De l'Imprimerie du Futur-Congres, (?), a l'Olivier Verd. (?), 1758, 12°, XII - 99 S., XII, 99 S.
- Pamphlet: Avis au Ministre de Prusse a La Haye, Au de la du Moerdick, 1758, 8°,  47 S
- Zeitschrift: Mercure Historique et politique des Pays-Bas, Jahrgänge 1759 und 1760
- Apocryphe: Mémoires Militaires sur les Anciens. Ou Idée précise de tout ce que les Anciens ont écrit relativement à l'Art Militaire. Recueillis et mis en ordre par …, 1762
- Schrift: La Paix générale, ou Considérations du Docteur Mann'lover, d'Oxfordt. Mises en françois par M. Maubert de Gouvest. De l'Impr. du futur Congrès, ohne Ort, (Berlin), 1762, 12°,(2),  267,(1) S.
- Pamphlet: La pure verité. Lettres et memoires sur le Duc et la Duche de Virtemberg. Pour servir a fixer l'opinion publique sur le proces entre le Prince et ses sujets. Honni soit qui mal y pense, ohne Drucker, Augsburg, 1765, 8°, 176 S. - Die reine Wahrheit oder Denkwürdigkeiten des Hauses Wirtemberg, Cölln, 1767, 248 S.
- Autobiographie: Mémoire pour le Sr. Maubert de Gouvest, ohne Drucker ( Changuion ), ohne Ort, ( Amsterdam ), ohne Jahr ( 1765 )
- Schrift: Les temps perdu, ou les écoles publiques, Changuion, Amsterdam, 1765, 8°, VII, 146  S.
- Briefroman: Lettres du chevalier Robert Talbot de la Suite du Duc de Bedford à Paris en 1762, sur la France comme elle est dans ses divers départements, avec nombre de particularités intéressantes touchant ses hommes en place, Changuion, Amsterdam 1766; 2 Bände, 12°, XIV, (1), 334 S., (3), 362 S.
- Apocryphe Schrift: Testament politique du Chevalier Walpoole, Comte d'Orford, et ministre d'Angleterre, Arkstéee & Merkus, Amsterdam,  1767, 8°, (2), VIII, 254 S., (2), 408 S.
- Roman: Candide en Dannemarc, ou L'optimisme des honnêtes-gens, ohne Drucker (Esslinger), Genf (Frankfurt), 1767, 8°, (1), 239,(2) S.
- Schrift: Trop est trop. Capitulation de la France avec ses moines & religieux de toutes les livrées, ohne Drucker, Den Haag (?), 1767